# 6П14П

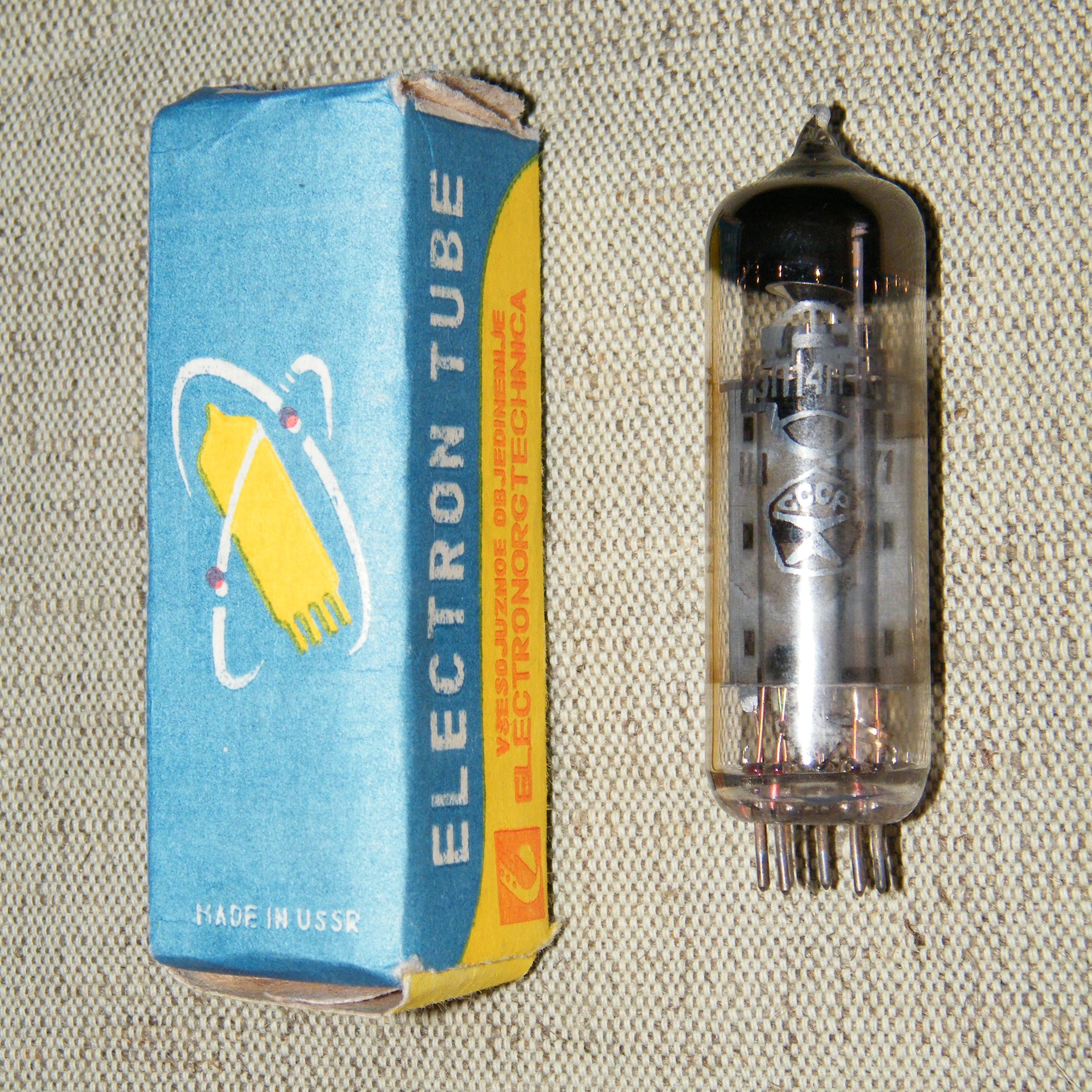
Радиолампа 6П14П

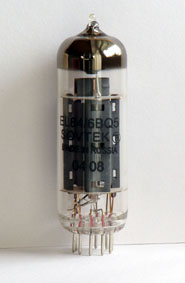
Экспортная версия 6П14П с маркировкой EL84

6П14П — пятиэлектродная низкочастотная электронная вакуумная лампа (выходной пентод).
Применяется в выходных однотактных и двухтактных схемах радиоприёмников и усилителей низкой частоты.
Катод оксидный, косвенного накала.
Работает в любом положении. Выпускается в стеклянном пальчиковом оформлении. Срок службы — не менее 500 часов. Цоколь штырьковый, с пуговичным дном. Штырьков — 9.
Варианты повышенной надежности имеют индексы 6П14П-Е, 6П14П-В, 6П14П-ЕВ, 6П14П-ЕР, 6П14П-К, . Срок службы не менее 5000 часов.
Иностранные аналоги — EL84, 6BQ5, 7189, 7320.
- Крутизна характеристики — 11,0 мА/В.
- Внутреннее сопротивление — 30 кОм.
- Напряжение питания нити накала — 6,3 В.
- Ток накала — 0,76 А.
- Предельно допустимое анодное напряжение — 400 В.
- Предельно допустимый анодный ток — 48 мА при напряжении на аноде 250 В.
- Предельно допустимая мощность, рассеиваемая анодом — 12 Вт.
- Выходная мощность — 4,3 Вт.
- Сопротивление нагрузки — 5,2 кОм.

Антидинатронная сетка соединена с катодом внутри баллона лампы. Цоколёвка: 1 — свободный, 2 — управляющая сетка, 3 — катод и антидинатронная сетка, 4 и 5 — накал (подогреватель), 6 — свободный, 7 — анод, 8 — свободный, 9 — экранирующая сетка.